# سلول عملیات علوم انسانی
سلول عملیات علوم انسانی بخشی از ستاد ارتباطات دولت (سازمان اطلاعاتی شنود الکترونیک کشور بریتانیا) است که بر اطلاعات انسانی برخط و تأثیرگذاری و اختلال راهبردی تمرکز می‌کند.
وجود این بخش در فوریه ۲۰۱۴ در نوشته‌های گلن گرینوالد با اسناد افشا شده بدست ادوارد اسنودن آشکار شد.